# Canthon tetraodon
Canthon tetraodon е вид бръмбар от семейство Листороги бръмбари (Scarabaeidae). Видът не е застрашен от изчезване.

## Разпространение и местообитание
Разпространен е в Аржентина, Бразилия (Рио Гранди до Сул и Санта Катарина), Парагвай и Уругвай.
Обитава ливади и степи.